# كيفن فاغان (رسام كارتون)
كيفن فاغان (بالإنجليزية: Kevin Fagan)‏ هو رسام كارتون أمريكي، ولد في 22 يونيو 1956 في إنغليووود في الولايات المتحدة.

## وصلات خارجية
- الموقع الرسمي